# Richard Wiseman
Richard Wiseman (ur. 17 września 1966) – profesor Uniwersytetu Hertfordshire, psycholog (znany z wielu eksperymentów poświęconych trywialnym zagadnieniom życia codziennego), iluzjonista. Mieszka w Londynie.

## Życiorys
Życie zawodowe rozpoczął jako jeden z najmłodszych członków The Magic Circle. Dyplom z wyróżnieniem w dziedzinie psychologii uzyskał na University College London, a doktorat w tej samej dziedzinie na Uniwersytecie Edynburskim. Zajmuje się krytyczną analizą przypadków zjawisk paranormalnych oraz pracami badawczymi na temat nietypowych dziedzin z pogranicza psychologii, na przykład oszustwa, szczęścia, zjawisk paranormalnych.

## Publikacje
Richard Wiseman opublikował ponad 60 artykułów w indeksowanych czasopismach naukowych, m.in. w Nature, oraz liczne książki, z których trzy (The Luck Factor, Quirkology oraz 59 Seconds: Think a Little, Change a Lot) osiągnęły status bestsellera.
Poniżej znajduje się chronologiczny wykaz publikacji Wisemana:
- Guidelines for Testing Psychic Claimants, R. Wiseman, R. Morris, 1995
- Guidelines for Extrasensory Perception Research, J. Milton, R. Wiseman, 1997
- Deception and self-deception: Investigating Psychics, R. Wiseman, 1997
- Magic in Theory: an introduction to the theoretical and psychological elements of conjuring, P. Lamont, R. Wiseman, 1999
- Laughlab: The Scientific Search For The World's Funniest Joke, R. Wiseman, 2002
- The Luck Factor (Kod szczęścia), 2003 (wyd. polskie 2004)[1] – przetłumaczona na 14 języków i wydana w przynajmniej 25 krajach
- Did you spot the gorilla? How to recognise hidden opportunities in your life, R. Wiseman, 2004
- Parapsychology, R. Wiseman, C. Watt, 2005
- Quirkology (Dziwnologia: Odkrywanie wielkich prawd w rzeczach małych), 2009 (wyd. polskie 2010)[1]
- 59 Seconds: Think a Little, Change a Lot (59 sekund: Pomyśl chwilę, zmień wiele), 2009 (wyd. polskie 2010[1])
- Paranormality: Why we see what isn't there, R. Wiseman, 2011